# Margarita de Borbón y Borbón-Dos Sicilias
Margarita de Borbón y Borbón-Dos Sicilias (właśc. Margarita María de la Victoria Esperanza Jacoba Felicidad Perpetua de Todos los Santos de Borbón y Borbón-Dos Sicilias, ur. 6 marca 1939 w Rzymie) – infantka hiszpańska, młodsza córka Juana de Borbón, hrabiego Barcelony, i Maríi de las Mercedes de Borbón-Dos Sicilias. Młodsza siostra byłego króla Hiszpanii, Jana Karola I i infantki Pilar.
Małgorzata od urodzenia jest niewidoma. Z wykształcenia jest pielęgniarką. 12 października 1972 w Estoril poślubiła lekarza Carlosa Emilia Juana Zuritę y Delgado (ur. 1943). Para ma dwoje dzieci:
- Alfonso Juana Carlosa Zurita y de Borbón (ur. 1973)
- Maríę Sofię Emilię Carmen Zurita y de Borbón (ur. 1975)

## Dziedzictwo
Margarita de Borbón przed wyjściem za mąż zrzekła się swoich praw do tronu Hiszpanii, ale zrzeczenie to miało miejsce przed uchwaleniem konstytucji hiszpańskiej i nie zostało ratyfikowane przez Kortezy.
6 stycznia 1979 jej kuzyn Manfredo de Borbón, pierwszy książę Hernani, zmarł i zapisał swój tytuł oraz majątek właśnie jej. Król uszanował wolę zmarłego i 27 maja 1981 została drugą księżną Hernani. Miesiąc później – 23 czerwca 1981 – król nadał jej dożywotnio inne księstwo – Soria i infantka została również księżną Soria. Tytuł ten nie zostanie odziedziczony przez jej syna, ale ten zostanie za to księciem Hernani.
W 1989 razem z mężem założyła Fundación Cultural Duques de Soria (Fundację Kulturalną Książąt Soria). Jest również honorową przewodniczącą madryckiej delegacji UNICEF.